# Calum Scott
Calum Scott (ur. 12 października 1988 w North Ferriby) – brytyjski piosenkarz i autor tekstów.

## Życiorys
W 2015 wziął udział w dziewiątej edycji programu Britain’s Got Talent. Dotarł wówczas do finału talent show zajmując ostatecznie 6. miejsce.
Rok później wydał swój pierwszy singel „Dancing On My Own”, będący coverem utworu Robyn. Piosenka dotarła m.in. do drugiego miejsca brytyjskiej listy przebojów oraz była notowana na amerykańskiej liście przebojów tygodnika „Billboard”. Utwór był również pierwszym singlem promującym album studyjny Scotta Only Human wydany w 2018 roku. Kolejnymi singlami z płyty były: „Rhythm Inside”, „You Are the Reason”, wykonywany w wersji solo, a także w duecie z Leoną Lewis, oraz „What I Miss Most”. Na specjalnej edycji albumu znalazł się również singel „No Matter What”.
W 2019 roku ukazał się singel „Undo” nagrany wspólnie z Naughty Boyem oraz Shenseeą.
W wywiadzie dla „Gay Times” wyznał, że jest gejem.

## Dyskografia

### Albumy studyjne
| Rok  | Dane dot. albumu                                                                          | Pozycje na listach | Pozycje na listach | Pozycje na listach | Pozycje na listach | Pozycje na listach | Pozycje na listach | Pozycje na listach | Pozycje na listach | Pozycje na listach | Certyfikaty                                                   |
| Rok  | Dane dot. albumu                                                                          | UK                 | AUS                | BEL (Fl)           | CAN                | IRE                | NLD                | NZ                 | SWI                | US                 | Certyfikaty                                                   |
| ---- | ----------------------------------------------------------------------------------------- | ------------------ | ------------------ | ------------------ | ------------------ | ------------------ | ------------------ | ------------------ | ------------------ | ------------------ | ------------------------------------------------------------- |
| 2018 | Only Human - Wydany: 9 marca 2018 - Wytwórnia: Capitol - Format: CD, LP, digital download | 4                  | 5                  | 35                 | 27                 | 19                 | 75                 | 26                 | 13                 | 66                 | - AUS: złota płyta - UK: srebrna płyta - POL: platynowa płyta |

### Single

#### Jako główny artysta
| Rok  | Tytuł                                         | Pozycje na listach | Pozycje na listach | Pozycje na listach | Pozycje na listach | Pozycje na listach | Pozycje na listach | Pozycje na listach | Pozycje na listach | Pozycje na listach | Certyfikaty               | Album                       |
| Rok  | Tytuł                                         | UK                 | AUS                | BEL (Fl)           | IRE                | NLD                | NZ                 | SCO                | SWI                | US                 | Certyfikaty               | Album                       |
| ---- | --------------------------------------------- | ------------------ | ------------------ | ------------------ | ------------------ | ------------------ | ------------------ | ------------------ | ------------------ | ------------------ | ------------------------- | --------------------------- |
| 2016 | „Dancing On My Own”                           | 2                  | 2                  | 19                 | 4                  | 14                 | 5                  | 1                  | 81                 | 93                 | - POL: złota płyta        | Only Human                  |
| 2016 | „Rhythm Inside”                               | 90                 | –                  | –                  | –                  | –                  | –                  | 23                 | –                  | –                  |                           | Only Human                  |
| 2017 | „You Are the Reason” (solo lub z Leoną Lewis) | 43                 | 27                 | –                  | 55                 | –                  | –                  | 6                  | 20                 | –                  | - POL: 3x platynowa płyta | Only Human                  |
| 2018 | „What I Miss Most”                            | –                  | –                  | –                  | –                  | –                  | –                  | 83                 | –                  | –                  |                           | Only Human                  |
| 2018 | „No Matter What”                              | –                  | 137                | –                  | –                  | –                  | –                  | 53                 | –                  | –                  |                           | Only Human: Special Edition |
| 2019 | „Undo” (z Naughty Boy oraz Shenseea)          | –                  | –                  | –                  | –                  | –                  | –                  | –                  | –                  | –                  |                           | Bungee Jumping              |
| 2023 | „Whistle” (oraz Jax Jones)                    |                    |                    |                    |                    |                    |                    |                    |                    |                    | - POL: platynowa płyta    |                             |

#### Jako artysta gościnny
| Rok  | Tytuł                                                                  | Pozycje na listach | Certyfikaty               | Album              |
| Rok  | Tytuł                                                                  | GER                | Certyfikaty               | Album              |
| ---- | ---------------------------------------------------------------------- | ------------------ | ------------------------- | ------------------ |
| 2018 | „Give Me Love” (Don Diablo, gośc. Calum Scott)                         | –                  |                           | Future             |
| 2019 | „Love on Myself” (Felix Jaehn, gośc. Calum Scott)                      | 58                 |                           | singel niealbumowy |
| 2021 | „Where Are You Now” (Lost Frequencies, gośc. Calum Scott)              |                    | - POL: 4x platynowa płyta | All Stand Together |
| 2022 | „Rain in Ibiza” (Felix Jaehn, The Stickman Project, gośc. Calum Scott) |                    | - POL: złota płyta        | singel niealbumowy |